# A113

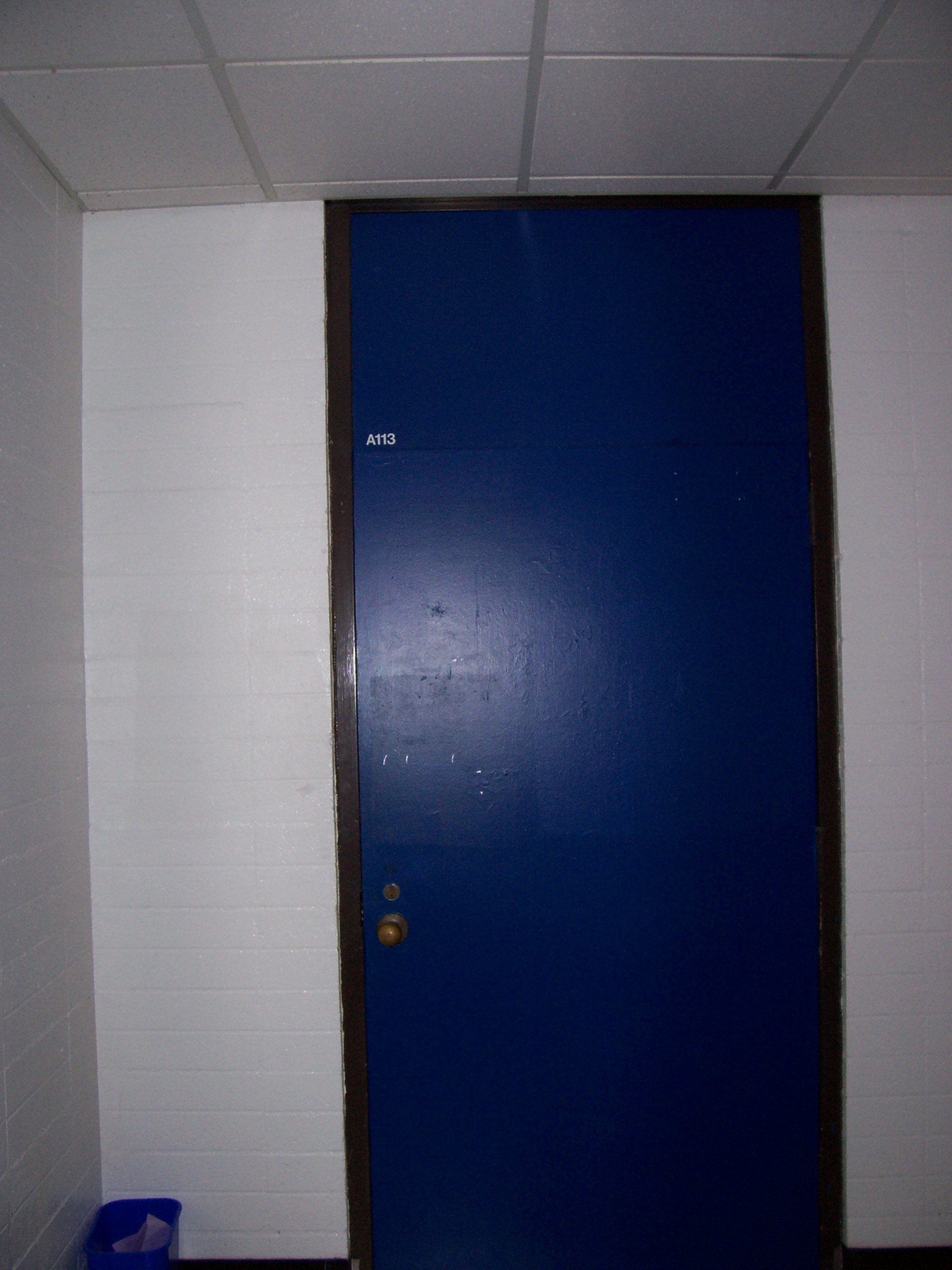
Дверь в класс A113 (2005 год)

A113 (иногда A-113, A1-13 и A11-3) — номер помещения для занятий в Калифорнийском институте искусств (англ. CalArts). В настоящее время является студией графического дизайна для студентов первого курса.
Класс A113 получил широкую известность как популярная шутка и пасхальное яйцо, используемая выпускниками института, в том числе данный номер присутствует в почти всех мультфильмах студии Pixar и большом числе фильмов студии Walt Disney Pictures.

## Описание

Класс A113 и его выпускники (фото 2014 года).
Слева направо: Стивен Хилленберг, Тим Бёртон, Брэд Бёрд, Марк Эндрюс (в костюме обезьяны), Джерри Рис, Крис Бак (в шлеме викинга), Джон Маскер, Геннди Тартаковски, Лесли Горин, Майк Гиаймо, Бренда Чапман, Глен Кин, Кирк Уайз (в бежевом свитере), Эндрю Стэнтон, Пит Доктер (с ожерельем), Роб Минкофф, Рич Мур, Джон Лассетер и Генри Селик

Институт CalArts был основан в 1961 году при поддержке самого Уолта Диснея, а в 1975 году в нём началось обучение по программе анимирования персонажей (англ. Character Animation Program), которую вёл известный аниматор Эрик Ларсон. Среди студентов первого потока оказались Джерри Рис, Джон Лассетер, Брэд Бёрд, а в следующем году пришёл и Тим Бёртон. И эти студенты, осваивая анимацию персонажей, достаточно много времени проводили в классе A113, который при этом был отнюдь не лучшим помещением в институте. Белые стены, отсутствие окон, люминесцентные лампы, которые при работе издавали небольшое жужжание и излучали холодный белый свет — всё это создавало гнетущую атмосферу, из-за чего учащиеся часто называли свой класс домом с привидениями или даже моргом, но в то же время это помогало развивать фантазию. Также преподаватели-аниматоры принесли пачку рисунков с эскизами персонажей из мультфильмов студии Диснея, включая «Бэмби» и «Леди и Бродяга», которые подробно изучались учащимися; копии многих из этих рисунков были наклеены на стены, чтобы скрасить интерьер.
Впервые сделал отсылку к комнате A113 в начале 1987 года аниматор Брэд Бёрд в эпизоде «Домашний пёс» сериала «Удивительные истории»; как он позже заявил, на это его вдохновили работы Эля Гиршфельда, во многих из которых присутствовало слово «Nina» (рус. Нина) — имя дочери художника. Идею подхватили и другие аниматоры, ранее обучавшиеся в Калифорнийском институте, а вскоре это настолько начало бросаться в глаза, что зрители стали спрашивать, что это за дурацкое число, на что получали простой ответ: Это был наш класс. В итоге даже сама студия Disney была вынуждена опубликовать на своём сайте разъяснение этого номера.

## Появления A113

### Мультсериалы
- Американский папаша!
  - Deacon Stan, Jesus Man (сезон 1, эпизод 7): номерной знак машины, въехавшей в церковь.
  - Love, American Dad Style (сезон 9, эпизод 1): номерной знак красного «Хаммера».
  - Permanent Record Wrecker (сезон 9, эпизод 18): номер на вагоне, в котором ехал ставший бродягой коллега Стэна.
  - A Star is Reborn (сезон 12, эпизод 10): номер на хлопушке при съёмке фильма.
  - The Shrink (сезон 12, эпизод 12): номер на боку одного из вагонов миниатюрного поезда.
  - Whole Slotta Love (сезон 14, эпизод 8): номерной знак проезжающего автомобиля.
- Вся правда о медведях.
  - Money Man (сезон 4, эпизод 15): номер на двери в класс.
- Гриффины.
  - The Simpsons Guy (сезон 13, эпизод 1): номерной знак машины шефа полиции Виггама.
  - A Lot Going on Upstairs (сезон 14, эпизод 15): номер водительских прав Лоис, принесённых Стьюи в детский сад.
- Дядя Деда.
  - Doctor Visit (сезон 4, эпизод 25).
  - Broken Boogie (сезон 5, эпизод 10).
- Конь БоДжек.
  - Downer Ending (сезон 1, эпизод 11): номер на двери класса в сцене поездки за наркотиками.
- Макги и я![англ.].
  - The Big Lie (сезон 1, эпизод 1): номерной знак автозака.
- Мир Бобби.
  - The Visit to Aunt Ruth’s (сезон 1, эпизод 1): номер на воображаемой фотокарточке Бобби.
- Мой шумный дом.
  - Tea Tale Heart (эпизод 121).
  - The Loudest Thanksgiving (эпизод 122).
  - Friended! with the Casagrandes (эпизод 133).
- Новая жизнь Рокко.
  - Static Cling: при премьере фильма появляется на башне одного из блоков.
- Ох уж эти детки!
  - Little Dude (сезон 1, эпизод 4B): номер класса, в котором проводили урок домоводства.
- Приключения мультяшек.
  - Как я провёл каникулы: номерной знак одной из машин на стоянке.
- Проект Зета.
  - Remote Control (сезон 1, эпизод 3): номер на ракете в комнате Баки.
- Симпсоны.
  - Красти арестован (сезон 1, эпизод 12): номер на тюремной робе Красти.
  - Cape Feare (сезон 5, эпизод 2): номер на фотографии Сайдшоу Боба.
  - Sideshow Bob’s Last Gleaming (сезон 7, эпизод 9): номер на тюремной робе Сайдшоу Боба.
  - Do the Bartman[англ.]: номер на фотографии Барта.
- Удивительные истории.
  - Домашний пёс (сезон 2, эпизод 16): номерной знак фургона грабителей и номер документа в руках полицейского.
- Харви Бёрдман.
  - Deadomutt Part (сезон 1, эпизод 7): Бёрдман ошибочно заходит в помещение 113-A.
- Южный парк.
  - Доисторический ледяной человек (сезон 2, эпизод 18): номер на боку вертолёта — «A-113».
- Aqua Teen Hunger Force.
  - The Greatest Story Ever Told (сезон 11, эпизод 9): номер камеры Карла.
- Whatever Happened to... Robot Jones?[англ.]
  - Work (сезон 2, эпизод 3B): название контрольного списка, который читает Робот.

### Прочие телесериалы
- Девственница Джейн.
  - Глава восемьдесят шесть (сезон 5, эпизод 5): метка камеры наблюдения, на записи которой Петра стреляет в официанта Трэвиса.
- Доктор Кто.
  - Плоскость (сезон 8, эпизод 9): номер первого поезда.
- Захват.
  - Слепое пятно (эпизод 4): вымышленная дорога из финальной сцены.
- Звёздный путь: Дискавери.
  - Обол для Харона (сезон 2, эпизод 4): номер станции репликатора (2:48).
- Звёздный путь: Короткометражки.
  - Калипсо (сезон 1, эпизод 2): номер пищевого репликатора (5:36).
- Куантико.
  - Беги! (сезон 1, эпизод 1): до отчисления Калеб Хаас жил в комнате 113A.
- Сверхъестественное.
  - Сочувствие дьяволу (сезон 5, эпизод 1): 113A — номер больничной палаты, в которой поправлялся Бобби.
- Светлячок.
  - Ограбление поезда (сезон 1, эпизод 2): регистрационный номер поезда.
- Терра Нова.
  - Зарождение (часть первая) (эпизод 1): номер камеры слежения, зафиксировавшей Джима Шеннона в запретной зоне.

### Disney
- Лило и Стич: номерной знак всех транспортных средств.
- Три мушкетёра: Микки, Дональд и Гуфи: номерной знак повозки, на которой Пит везёт Микки в заточение.
- В гости к Робинсонам: номерной знак машины приёмных родителей Корнелия/Льюиса.
- Принцесса и лягушка: номер на тележке.
- Мстители: к концу фильма при показе новостей присутствует в верхнем левом углу всех экранов.
- Спасти мистера Бэнкса: BTA-113 — номер рейса, на котором Памела Трэверс летит из Лос-Анджелеса в Лондон.
- Стражи Галактики: появляется на мониторе при анализе Грута.
- Город героев: номер схемы энергетических клинков, которые Хиро строит для Васаби.
- Земля будущего: в начальных титрах перед самым названием
- Ральф против интернета: обозначение сектора в сцене, когда Ванилопа убегает от штурмовиков.
- Мстители: Финал: появляется на мониторе, когда Халк проводит тесты.

#### Pixar
- История игрушек (франшиза).
  - Номерной знак автомобиля мамы Энди (первые три фильма).
  - «История игрушек 2»: в аэропорту сообщается о рейсе «ЛассетЭйр A113» (также отсылка к Джону Лассетеру).
  - «История игрушек 4»: присутствует на грузовике семьи Бонни и на ковре в магазине антиквариата.
- «Приключения Флика»: появляется на коробке с хлопьями в сцене, когда Флик приходит в город жуков.
- «Корпорация монстров»: в данном мультфильме пасхалка на A113 отсутствует, но есть намёк в номере (A13) одной из колон, а в одной из сцен часы показывают 02:26 (226=113×2).
  - «Университет монстров»: номер на двери в лекционном зале, где Майк и Салли проводят свои первые занятия.
- «В поисках Немо»: обозначение модели подводной камеры, используемой аквалангистом.
  - «В поисках Дори»: грузовик, везущий животных в Кливленд, имеет номерной знак «CALA113», а на бирках двух морских львов написано «A1» и «13».
- «Суперсемейка»: номер зала-ловушки в логове Синдрома (его произносит Мираж); мистер Исключительный сидел на уровне A1 камера 13; ракета находится на уровне A1 секция 13; номер офиса Эдны Мод (вход в само здание оформлен в стиле CalArts).
  - «Суперсемейка 2»: номер комнаты, где Эластика проверяет отснятый материал; номер поезда, вышедшего из-под контроля; присутствует в номере одного из секретных документов; название фильма, идущего в кинотеатре, куда собрались Фиалка с Тони.
- Тачки (франшиза).
  - «Тачки»: обозначение локомотива грузового поезда, перед которым Маккуин проскакивает на переезде; номерной знак Мэтра и автомобиля с флагом.
  - «Мэтр и Призрачный Свет» и «Байки Мэтра»: номерной знак Мэтра и, частично (A113CA), Декстера Хувера; начало обозначения файла с изображением лидера лимонных автомобилей.
  - «Тачки 2»: номерные знаки Сиддли и Мэтра; регистрационный номер самолёта, на котором Мэтр сбежал вместе с Макмислом.
  - «Тачки 3»: номер кабинета Стерлинга.
- «Рататуй»: на бирке лабораторной мыши Гита; на вагоне позади влюблённой пары в сцене фильма по телевизору.
- «ВАЛЛ-И»: обозначение директивы, запрещающей автопилотам космических кораблей возвращаться на землю; Ева и ВАЛЛ-И возвращаются на «Аксиому» через дверь A224 (к каждой цифре у A113 добавили по единице).
- «Вверх»: номер зала суда.
- «Храбрая сердцем»: написана римскими цифрами (ACXIII) на внутренней части верхнего косяка двери в хижину ведьмы.
- «Головоломка»: номер класса Райли в новой школе в Сан-Франциско; появляется в виде граффити на доме позади, когда Райли идёт на автобус.
- «Хороший динозавр»: выложена палками на заборе загона с птицами.
- «Тайна Коко»: номер на двери в Бюро семейных жалоб и на обложке одного из альбомов Эрнесто де ла Круза.
- «Вперёд»: произносится вслух, когда по полицейскому радио сообщается «Продолжается A 113».

### Прочие фильмы
- «Отважный маленький тостер»: номер квартиры «Мастера».
- «Лунные истории Багса Банни»: обозначение спутника.
- «Шоу Трумана»: когда показывают таблицу мониторов, на одном из них написано «A-0113».
- «Стальной гигант»: номер местной машины, от которой робот откусил кусок.
- «Терминатор: Да придёт спаситель»: во время штурма базы Скайнет (00:09:32) появляется на экране компьютера в окне пароля.
- «Планета 51»: номер машины Лема.
- «Альфа и Омега: Клыкастая братва»: номер автомобиля Гарна и Дебби.
- «Восстание планеты обезьян»
  - «Планета обезьян: Революция»: вирус, уничтоживший значительную часть человечества, назывался ALZ-113.
- «Миссия невыполнима: Протокол Фантом»: присутствует на кольце выпускника, код доступа Этана к добыче и номер автомобиля перед Кремлём. Также кнопка отключения бомбы нажимается в 01:13.
- «Колония»: номер на ящике внутри склада.
- «Голодные игры: И вспыхнет пламя»: присутствует в правом нижнем углу монитора, по которому Сноу наблюдает за Китнисс Эвердин, когда та решает, убивать ли кого-нибудь на арене.
- «Соседи. На тропе войны»: на коробке передач в сцене драки Мака и Тедди.
- «Книга жизни»: номер одного из школьных автобусов в начале фильма.
- «Полный расколбас»: номерной знак позади машины Другги, причём рядом присутствует наклейка «DIXAR».
- «Человек-паук: Возвращение домой»: в верхнем левом углу изображения с дрона в сцене у монумента Вашингтону.
- «Клаус»: на багажнике кареты Джаспера.
- «Зов предков»: присутствует на доске объявлений в деревне.

### Видеоигры
- Back to the Future: The Game: на стенде.
- Beyond: Two Souls: номер комнаты Джоди.
- Sunset Overdrive : номер машины-глайдера.

### Веб-сериалы
- «Надоедливый апельсин»: наклейка на «спине» апельсина в HOW2: How to Register to Vote!
- «Отель Хазбин»: в сцене похорон присутствуют два яичных приспешника с номерами «A1» и «13».